# IC 4400
IC 4400 — галактика типу *4 (група зірок) у сузір'ї Центавр.
Цей об'єкт міститься в оригінальній редакції індексного каталогу.